# Дискографија Давида Гете
Дискографија Давида Гете, француског хаус ди-џеја, комплетан је списак његових издатих синглова, албума, видеа и ЕПова које је издао за више издавачких кућа. У својој досадашњој каријери издао је седам студијских албума, једанаест компилацијских албума, три ЕПа, четрдесет осам синглова (укључујући седам као гостујући извођач) и тридесет осам видео спотова.
Гета је свој дебитантски сингл издао 1990. године, носио је име Nation Rap, у колаборацији са француским репером Сиднијем. Свој дебитантски студијски албум Just a Little More Love, издао је у јуну 2002. године. Албум је био позициониран на броју шест у Француској и био је сертификован двоструким златним издањем од стране француског Националног синдиката за фонографске едиције (фр. Syndicat National de l'Édition Phonographique (SNEP)). Три сингла са албума доживела су комерцијални успех у неколико држава Европе, укључујући Француску и Белгију: Just a Little More Love, Love Don't Let Me Go и People Come People Go. Guetta Blaster, Гетин други студијски албум, био је позициониран на месту број једанаест у Француској након чега је продуцирао четири наредна сингла: Money, Stay, The World Is Mine и In Love with Myself.
Године 2006. објављени су мешапови Love Don't Let Me Go и Walking Away британског електронског бенда The Egg под насловом Love Don't Let Me Go (Walking Away). Извођен је у добром делу Европе заузимајући треће место у Уједињеном Краљевству и четврто место на топ-листама у неколико европских држава. Јуна 2007. године, Гета је издао свој трећи студијски албум, Pop Life, са којим се достигао друго место у Француској и био је сертификован платинумским издањем од стране SNEP-а. Главни сингл на албуму, Love Is Gone, се нашао међу првих десет песама у неколико држава као што су Француска, Шведска и Уједињено Краљевство. Тим хит синглом је такође доспео и на престижној топ-листи у САД Билборд хот 100 где је био позициониран на месту број деведесет осам. Pop Life је продуцирао и наредна четири сингла: Baby When the Light, Delirious у сарадњи са британском певачицом и текстописцем Таром Макдоналд, Tomorrow Can Wait и Everytime We Touch.
Гета је постигао међународни успех са хит синглом из 2009. године When Love Takes Over, који је био водећи на топ-листама у државама као што су Белгија, Швајцарска и Уједињено Краљевство. Након њега је уследио сингл Sexy Bitch који је био водећи на топ-листама у осам различитих држава тако поставши и Гетин први хит који је доспео међу првих пет на Билбордовој хот 100 топ-листи. Оба хит сингла су објављена на Гетином четвртом студијском албуму, One Love, који је појавио у августу 2009. године. Вођен успехом синглова, албум One Love се попео на прво место у Француској и постигао успех на топ-листама у неколико других држава где је ушао међу првих десет, укључујући Аустралију и Уједињено Краљевство.
Још пет синглова су били објављени са албума, укључујући хит синглове One Love, Memories, Gettin' Over You и Who's That Chick?. Године 2011, Гета је започео сарадњу са америчким репером Снуп Догом са којим је урадио ремикс за каснији Снупов сингл Wet, под новим називом Sweat. Сингл је био први у Француској, Аустралији и Аустрији. Гета је свој пети студијски албум, Nothing but the Beat, издао у августу 2011. године. Албум је доживео комерцијални успех у неколико држава, а нарочито у Француској где је дошао на прво место. Првих пет сингла са албума Where Them Girls At, Little Bad Girl, Without You, Titanium и Turn Me On су постали хитови међу првих десет најпопуларнијих на листама широм света. Три последња сингла од наведених пет су постали топ десет хитови на америчкој топ-листи Билборд хот 100. Након њих уследили су синглови I Can Only Imagine, She Wolf (Falling to Pieces) и Just One Last Time који су такође доживели велики комерцијални успех.

## Албуми

### Студијски албуми
| Наслов                                                                                              | Детаљи албума                                                                                                   | Позиције на топ-листама | Позиције на топ-листама | Позиције на топ-листама | Позиције на топ-листама | Позиције на топ-листама | Позиције на топ-листама | Позиције на топ-листама | Позиције на топ-листама | Позиције на топ-листама | Позиције на топ-листама | Број продатих примерака                                      | Сертификати |
| Наслов                                                                                              | Детаљи албума                                                                                                   | ФРА                     | АУС                     | АУТ                     | БЕЛ (Валонија)          | НЕМ                     | ХОЛ                     | ШВЕ                     | ШВА                     | УК                      | САД                     | Број продатих примерака                                      | Сертификати |
| --------------------------------------------------------------------------------------------------- | --- | ----------------------- | ----------------------- | ----------------------- | ----------------------- | ----------------------- | ----------------------- | ----------------------- | ----------------------- | ----------------------- | ----------------------- | ------------------------------------------------------------ | --- |
| Just a Little More Love                                                                             | - Датум објављивања: 10. јун 2002. године - Издавачка кућа: Вирџин - Формати: CD, LP, дигитални даунлоуд        | 6                       | —                       | —                       | 43                      | —                       | —                       | —                       | 17                      | —                       | —                       | - САД: 4.500 - ЗС: 300.000                                   | - SNEP: 2× златни |
| Guetta Blaster                                                                                      | - Датум објављивања: 7. јун 2004. године - Издавачка кућа: Амазон - Формати: CD, LP, дигитал даунлоуд           | 11                      | —                       | —                       | 29                      | —                       | —                       | —                       | 45                      | —                       | —                       |                                                              | - SNEP: платинасти |
| Pop Life                                                                                            | - Датим објављивања: 18. јун 2007. године - Издавачка кућа: Вирџин - Формати: CD, LP, дигитални даунлоуд        | 2                       | —                       | 31                      | 4                       | —                       | —                       | —                       | 8                       | 44                      | —                       | - САД: 18.000 - ЗС: 530.000                                  | - SNEP: платинасти - IFPI ШВА: платинасти |
| One Love                                                                                            | - Датум објављивања: 21. август 2009. година - Издавачка кућа: Вирџин - Формати: CD, LP, дигитални даунлоуд     | 1                       | 4                       | 3                       | 1                       | 2                       | 4                       | 33                      | 2                       | 2                       | 70                      | - САД: 90.000 - ЗС: 3.000.000                                | - SNEP: дијамантски - ARIA: 2× платинасти - BEA: 2× платинасти - БФИ: 2× платинасти - BVMI: 5× златни - IFPI АУТ: 2× платинасти - IFPI ШВА: 2× платинасти - NVPI: платинасти - MC: 2× платинасти             |
| Nothing but the Beat                                                                                | - Датум објављивања: 26. августа 2011. године - Издавачка кућа: Вирџин - Формати: CD, LP, дигитални даунлоуд    | 1                       | 3                       | 1                       | 1                       | 1                       | 3                       | 19                      | 1                       | 2                       | 5                       | - ФРА : 400.000 - УК: 866.337 - САД: 490.000 - ЗС: 3.000.000 | - ARIA: 2× платинасти - BEA: платинасти - BPI: 2× платинасти - BVMI: 5× златни - IFPI АУТ: 2× платинумски - IFPI ШВА: платинумски - MC: 2× платинумски - NVPI: платинасти - RIAA: златни - SNEP: дијамантски |
| Listen                                                                                              | - Датум објављивања: 21. новембар 2014. године - Издавачка кућа: Парлофон - Формати: CD, LP, дигитални даунлоуд | 3                       | 11                      | 3                       | 6                       | 3                       | 11                      | 6                       | 2                       | 8                       | 4                       | - КАН: 6.500 - ЗС: 1.325.000                                 | - ARIA: златни - BVMI: златни - BPI: златни - IFPI АУТ: златни - IFPI ШВЕ: 2× платинасти - NVPI: златни - RIAA: златни - SNEP: 2× платинасти                                                                 |
| 7                                                                                                   | - Датум објављивања: 14. септембар 2018. година - Издавачка кућа: Ват а мјузик, Парлофон, Биг бит, Атлантик     | 4                       | 9                       | 7                       | 5                       | 7                       | 9                       | 13                      | 2                       | 9                       | 37                      |                                                              | |
| "—" озачава издање које или није дебитовало на тој топ-листи или није дебитовало на тој територији. | |                         |                         |                         |                         |                         |                         |                         |                         |                         |                         |                                                              | |

### Компилацијски албуми
| Наслов                                                                                              | Детаљи албума                                                                                              | Позиције на топ-листама | Позиције на топ-листама | Позиције на топ-листама | Позиције на топ-листама | Позиције на топ-листама | Позиције на топ-листама | Позиције на топ-листама |
| Наслов                                                                                              | Детаљи албума                                                                                              | ФРА                     | АУТ                     | БЕЛ (Валонија)          | ШПА                     | ШВА                     | УК компилацијска        | САД денс                |
| --------------------------------------------------------------------------------------------------- | --- | ----------------------- | ----------------------- | ----------------------- | ----------------------- | ----------------------- | ----------------------- | ----------------------- |
| Fuck Me I'm Famous (са Кети Гетом)                                                                  | - Датум објављивања: 1. јул 2003. година (ФРА) - Издавачка кућа: Вирџин - Формати: CD, дигитални даунлоуд  | —                       | —                       | 39                      | —                       | 82                      | —                       | —                       |
| Fuck Me I'm Famous Vol. 2 (са Кети Гетом)                                                           | - Датум објављивања: 18. јул 2005. година (ФРА) - Издавачка кућа: Вирџин - Формати: CD, дигитални даунлоуд | —                       | —                       | —                       | —                       | 6                       | —                       | —                       |
| Fuck Me I'm Famous — Ibiza Mix 06 (са Кети Гетом)                                                   | - Датум објављивања: 26. јун 2006. година (ФРА) - Издавачка кућа: Вирџин - Формати: CD, дигитални даунлоуд | —                       | —                       | 62                      | —                       | —                       | —                       | —                       |
| Fuck Me I'm Famous — Ibiza Mix 08 (са Кети Гетом)                                                   | - Датум објављивања: 9. јун 2008. година (ФРА) - Издавачка кућа: Вирџин - Формати: CD, дигитални даунлоуд  | 8                       | —                       | —                       | —                       | —                       | —                       | —                       |
| Fuck Me I'm Famous — Ibiza Mix 2009 (са Кети Гетом)                                                 | - Датум објављивања: 12. јун 2009. година (ФРА) - Издавачка кућа: Вирџин - Формати: CD, дигитални даунлоуд | —                       | —                       | —                       | —                       | 9                       | —                       | —                       |
| Pop Life / Guetta Blaster                                                                           | - Датум објављивања: 14. септембар 2009. година (ФРА) - Издавачка кућа: Вирџин - Формати: CD (бокс сет)    | 135                     | —                       | —                       | —                       | —                       | —                       | —                       |
| Fuck Me I'm Famous — Ibiza Mix 2010 (са Кети Гетом)                                                 | - Датум објављивања: 26. јул 2010. година (ФРА) - Издавачка кућа: Вирџин - Формати: CD, дигитални даунлоуд | —                       | 19                      | —                       | 45                      | 6                       | —                       | —                       |
| Just a Little More Love / Pop Life                                                                  | - Датум објављивања: 28. март 2011. година (ФРА) - Издавачка кућа: Вирџин - Формати: CD бокс сет           | 114                     | —                       | —                       | —                       | —                       | —                       | —                       |
| Fuck Me I'm Famous — Ibiza Mix 2011 (са Кети Гетом)                                                 | - Датум објављивања: 10. јун 2011. година (ФРА) - Издавачка кућа: Вирџин - Формати: CD, дигитални даунлоуд | 3                       | 17                      | —                       | 39                      | 2                       | —                       | —                       |
| Fuck Me I'm Famous — Ibiza Mix 2012 (са Кети Гетом)                                                 | - Датум објављивања: 29. јун 2012. година (ДАН) - Издавачка кућа: Вирџин - Формати: CD, дигитални даунлоуд | 5                       | 13                      | —                       | 30                      | —                       | 20                      | 24                      |
| Fuck Me I'm Famous — Ibiza Mix 2013 (са Кети Гетом)                                                 | - Датум објављивања: 24. јун 2013. година (ДАН) - Издавачка кућа: Вирџин - Формати: CD, дигитални даунлоуд | 11                      | —                       | —                       | 38                      | —                       | —                       | —                       |
| "—" озачава издање које или није дебитовало на тој топ-листи или није дебитовало на тој територији. | |                         |                         |                         |                         |                         |                         |                         |

### ЕПови
| Наслов                       | Детаљи албума                                                                                           |
| ---------------------------- | --- |
| iTunes Festival: London 2009 | - Датум објављивања: 20. јул 2009. година (ФРА) - Издавачка кућа: EMI - Формати: дигитални даунлоуд     |
| iTunes Festival: London 2012 | - Датум објављивања: 5. октобар 2012. година (ФРА) - Издавачка кућа: EMI - Формати: дигитални даунлоуд  |
| Lovers on the Sun ЕП         | - Датум објављивања: 30. јун 2014. година (ФРА) - Издавачка кућа: EMI - Формати: CD, дигитални даунлоуд |

## Синглови

### Као главни извођач
| Наслов                                                                                              | Година | Позиције на топ-листама | Позиције на топ-листама | Позиције на топ-листама | Позиције на топ-листама | Позиције на топ-листама | Позиције на топ-листама | Позиције на топ-листама | Позиције на топ-листама | Позиције на топ-листама | Позиције на топ-листама | Сертификати | Албум                               |
| Наслов                                                                                              | Година | ФРА                     | АУС                     | АУТ                     | БЕЛ (ВАЛ)               | НЕМ                     | ХОЛ                     | ШВЕ                     | ШВА                     | УК                      | САД                     | Сертификати | Албум                               |
| --------------------------------------------------------------------------------------------------- | ------ | ----------------------- | ----------------------- | ----------------------- | ----------------------- | ----------------------- | ----------------------- | ----------------------- | ----------------------- | ----------------------- | ----------------------- | --- | ----------------------------------- |
| "Just a Little More Love" (дует са Крисом Вилисом)                                                  | 2001   | 29                      | —                       | —                       | —                       | —                       | 38                      | —                       | 59                      | 19                      | —                       | | Just a Little More Love             |
| "Love Don't Let Me Go" (дует са Крисом Вилисом)                                                     | 2002   | 4                       | —                       | —                       | 7                       | —                       | 19                      | —                       | 13                      | 46                      | —                       | - SNEP: златни - BEA: златни | Just a Little More Love             |
| "People Come People Go" (дует са Крисом Вилисом)                                                    | 2002   | 42                      | —                       | —                       | —                       | —                       | —                       | —                       | 54                      | —                       | —                       | | Just a Little More Love             |
| "Give Me Something" (featuring Barbara Tucker)                                                      | 2002   | —                       | —                       | —                       | —                       | —                       | —                       | —                       | —                       | —                       | —                       | | Just a Little More Love             |
| "Just for One Day (Heroes)" (версус Дејвид Боуви)                                                   | 2003   | 54                      | —                       | —                       | —                       | —                       | —                       | —                       | —                       | 73                      | —                       | | Fuck Me I'm Famous                  |
| "Money" (дует са Крисом Вилисом и Монеом)                                                           | 2004   | 63                      | —                       | —                       | —                       | —                       | —                       | —                       | 52                      | —                       | —                       | | Guetta Blaster                      |
| "Stay" (дует са Крисом Вилисом)                                                                     | 2004   | 18                      | —                       | —                       | 19                      | —                       | —                       | —                       | 82                      | 78                      | —                       | | Guetta Blaster                      |
| "The World Is Mine" (дует са Џеј-ди Дејвисом)                                                       | 2004   | 16                      | —                       | —                       | 15                      | —                       | 27                      | —                       | 40                      | 49                      | —                       | | Guetta Blaster                      |
| "In Love with Myself" (дует са Џеј-ди Дејвисом)                                                     | 2005   | —                       | —                       | —                       | —                       | —                       | —                       | —                       | 46                      | —                       | —                       | | Guetta Blaster                      |
| "Love Don't Let Me Go (Walking Away)" (версус Ди Ег)                                                | 2006   | 11                      | 32                      | 74                      | 13                      | 50                      | —                       | 25                      | 19                      | 3                       | —                       | | Fuck Me I'm Famous — Ibiza Mix 06   |
| "Love Is Gone" (дует са Крисом Вилисом)                                                             | 2007   | 3                       | —                       | 15                      | 9                       | 36                      | 14                      | 9                       | 11                      | 9                       | 98                      | - SNEP: сребрна - IFPI SWI: златна | Pop Life                            |
| "Baby When the Light" (дует са Коцијем)                                                             | 2007   | 6                       | —                       | 62                      | 5                       | 59                      | 15                      | 35                      | 25                      | 50                      | —                       | - SNEP: сребрни | Pop Life                            |
| "Delirious" (дует са Таром Макдоналд)                                                               | 2008   | 16                      | —                       | 27                      | 2                       | 59                      | 12                      | 51                      | 16                      | —                       | —                       | | Pop Life                            |
| "Tomorrow Can Wait" (са Крисом Вилисом версус Токадиско)                                            | 2008   | 7                       | —                       | 47                      | 19                      | 56                      | 21                      | —                       | 43                      | 84                      | —                       | | Pop Life                            |
| "Everytime We Touch" (дует са Крисом Вилисом, Стивом Анђелом и Себастијаном Ингросом)               | 2009   | —                       | —                       | —                       | —                       | —                       | 19                      | —                       | 97                      | 68                      | —                       | | Pop Life                            |
| "When Love Takes Over" (дует са Кели Роуланд)                                                       | 2009   | 2                       | 6                       | 3                       | 1                       | 2                       | 2                       | 2                       | 1                       | 1                       | 76                      | - SNEP: златни - ARIA: 2× платинумски - IFPI АУТ: 2× платинумски - BEA: златни - BPI: платинумски - BVMI: платинумски - GLF: златни - IFPI ШВА: платинумски - MC: златни                                       | One Love                            |
| "Sexy Bitch" (дует са Ејконом)                                                                      | 2009   | 2                       | 1                       | 1                       | 1                       | 1                       | 3                       | 2                       | 2                       | 1                       | 5                       | - SNEP: дијамантски - ARIA: 5× платинумски - IFPI АУТ: платинумски - BEA: платинумски - BPI: платинумски - BVMI: платинумски - GLF: платинумски - IFPI ШВА: 4× платинумски - MC: златни - RIAA: 3× платинумски | One Love                            |
| "GRRRR"                                                                                             | 2009   | —                       | —                       | —                       | 4                       | —                       | —                       | —                       | —                       | 88                      | —                       | | Fuck Me I'm Famous — Ibiza Mix 2009 |
| "One Love" (дует са Естел)                                                                          | 2009   | —                       | 36                      | 20                      | —                       | 18                      | 19                      | —                       | 48                      | 46                      | —                       | | One Love                            |
| "Memories" (дует са Кид Кудијем)                                                                    | 2010   | 5                       | 3                       | 2                       | 1                       | 6                       | 4                       | 14                      | 7                       | 15                      | 46                      | - SNEP: златни - ARIA: 2× платинумски - IFPI АУТ: 2× платинумски - BEA: платинумски - BVMI: златни - GLF: 2× платинумски - BPI: златни - RIAA: златни                                                          | One Love                            |
| "Gettin' Over You" (са Крисом Вилисом у дуету са Ферги и LMFAОм)                                    | 2010   | 1                       | 5                       | 4                       | 12                      | 15                      | 21                      | 28                      | 11                      | 1                       | 31                      | - ARIA: 2× платинумски - IFPI АУТ: златни - BVMI: златни - GLF: платинумски - BPI: златни | One Love                            |
| "Who's That Chick?" (дует са Ријаном)                                                               | 2010   | 5                       | 7                       | 4                       | 1                       | 6                       | 6                       | 14                      | 8                       | 6                       | 51                      | - ARIA: 2× платинумски - IFPI АУТ: златни - BEA: златни - BVMI: златни - GLF: платинумски - BPI: платинумски                                                                                                   | One Love                            |
| "Sweat" (версус Снуп Дог)                                                                           | 2011   | 1                       | 1                       | 1                       | 1                       | 2                       | 5                       | 9                       | 2                       | 4                       | —                       | - ARIA: 4× платинумски - IFPI АУТ: платинумски - BEA: златни - BVMI: 3× златни - GLF: платинумски - IFPI ШВА: платинумски - BPI: златни                                                                        | Nothing but the Beat                |
| "Where Them Girls At" (дует са Фло Рајдом и Ники Минаж)                                             | 2011   | 4                       | 6                       | 3                       | 2                       | 5                       | 28                      | 7                       | 3                       | 3                       | 14                      | - ARIA: 2× платинумски - IFPI АУТ: златни - BEA: златни - BVMI: златни - GLF: златни - IFPI ШВА: платинумски - BPI: платинумски - RIAA: платинумски                                                            | Nothing but the Beat                |
| "Little Bad Girl" (дует са Тајо Крузом и Лудакрисом)                                                | 2011   | 3                       | 15                      | 5                       | 5                       | 5                       | 29                      | 7                       | 7                       | 4                       | 70                      | - ARIA: платинумски - IFPI АУТ: златни - BEA: златни - BVMI: златни - IFPI ШВА: златни - BPI: сребрни | Nothing but the Beat                |
| "Without You" (дует са Ашером)                                                                      | 2011   | 6                       | 6                       | 5                       | 5                       | 7                       | 6                       | 5                       | 3                       | 6                       | 4                       | - ARIA: 4× платинумски - IFPI АУТ: златни - BEA: златни - BVMI: златни - IFPI ШВА: платинумски - BPI: златни - RIAA: 2× платинумски                                                                            | Nothing but the Beat                |
| "Titanium" (дует са Сијом)                                                                          | 2011   | 3                       | 5                       | 3                       | 4                       | 5                       | 2                       | 3                       | 9                       | 1                       | 7                       | - SNEP: златни - ARIA: 5× платинумски - IFPI АУТ: платинумски - BEA: платинумски - BVMI: платинумски - IFPI ШВА: 2× платинумски - BPI: 3× платинумски - RIAA: 2× платинумски                                   | Nothing but the Beat                |
| "Turn Me On" (дует са Ники Минаж)                                                                   | 2011   | 10                      | 3                       | 5                       | 10                      | 6                       | 26                      | 29                      | 6                       | 8                       | 4                       | - ARIA: 3× платинумски - IFPI АУТ: златни - BPI: платинумски - BVMI: златни - IFPI ШВА: 2× платинумски - MC: 3× платинумски - RIAA: 2× Platinum                                                                | Nothing but the Beat                |
| "The Alphabeat"                                                                                     | 2012   | 44                      | —                       | —                       | —                       | 85                      | —                       | —                       | —                       | —                       | —                       | | Nothing but the Beat                |
| "I Can Only Imagine" (дует са Крисом Брауном и Лил Вејном)                                          | 2012   | 40                      | 47                      | 17                      | —                       | 32                      | —                       | —                       | 15                      | 18                      | 44                      | - ARIA: златни | Nothing but the Beat                |
| "She Wolf (Falling to Pieces)" (дует са Сијом)                                                      | 2012   | 4                       | 11                      | 3                       | 5                       | 3                       | 11                      | 6                       | 4                       | 8                       | —                       | - SNEP: златни - ARIA: 2× платинумски - IFPI АУТ: златни - BEA: златни - BVMI: златни - IFPI ШВА: платинумски - BPI: златни                                                                                    | Nothing but the Beat                |
| "Just One Last Time" (дует са Тејпед Рајем)                                                         | 2012   | 14                      | —                       | 31                      | 18                      | 45                      | 35                      | —                       | 44                      | 20                      | —                       | | Nothing but the Beat                |
| "Play Hard" (дует са Ни-Јоом и Ејконом)                                                             | 2013   | 7                       | 16                      | 10                      | 5                       | 8                       | —                       | 8                       | 3                       | 6                       | 64                      | - SNEP: златни - ARIA: платинумски - IFPI АУТ: златни - BEA: златни - BPI: платинумски - BVMI: платинумски | Nothing but the Beat                |
| "Ain't a Party" (са GLOWINTHEDARKом у дуету са Харисоном)                                           | 2013   | 45                      | 76                      | 30                      | —                       | 46                      | —                       | —                       | 57                      | —                       | —                       | | Fuck Me I'm Famous — Ibiza Mix 2013 |
| "Shot Me Down" (дует са Скајлар Греј)                                                               | 2014   | 6                       | 3                       | 9                       | 3                       | 13                      | 18                      | 16                      | 6                       | 4                       | —                       | - ARIA: 2× платинумски - BVMI: златни - MC: златни - GLF: 2× платинумски - BPI: сребрни | Listen                              |
| "Bad" (са Шоутеком у дуету са Васијем)                                                              | 2014   | 6                       | 5                       | 15                      | 6                       | 19                      | 13                      | 2                       | 28                      | 22                      | —                       | - ARIA: 2× платинумски - BPI: сребрни - GLF: 5× платинумски - MC: златни - RIAA: златни | Listen                              |
| "Blast Off" (са Каз Џејмсом)                                                                        | 2014   | 33                      | —                       | —                       | —                       | —                       | —                       | —                       | —                       | —                       | —                       | | Listen                              |
| "Lovers on the Sun" (дует са Семом Мартином)                                                        | 2014   | 5                       | 2                       | 1                       | 4                       | 1                       | 11                      | 4                       | 2                       | 1                       | —                       | - ARIA: платинумски - BVMI: платинумски - GLF: 3× платинумски - IFPI ШВА: платинумски - BPI: златни | Listen                              |
| "Dangerous" (дует са Семом Мартином)                                                                | 2014   | 1                       | 7                       | 1                       | 1                       | 1                       | 2                       | 7                       | 1                       | 5                       | 56                      | - ARIA: платинумски - IFPI АУТ: златни - MC: платинумски - BVMI: платинумски - GLF: 3× платинумски - IFPI ШВА: платинумски - BPI: златни - RIAA: златни                                                        | Listen                              |
| "What I Did for Love" (дует са Емели Санде)                                                         | 2015   | 30                      | 20                      | 10                      | 35                      | 16                      | 34                      | 58                      | 37                      | 6                       | —                       | - ARIA: златни - BPI: златни - BVMI: златни - GLF: златни | Listen                              |
| "Hey Mama" (дует са Ники Минаж, Биби Рексом и Афроџеком)                                            | 2015   | 6                       | 5                       | 5                       | 9                       | 9                       | 12                      | 6                       | 10                      | 9                       | 8                       | - ARIA: 2× платинумски - BPI: платинумски - GLF: 2× платинумски - IFPI ШВА: платинумски - MC: 3× платинумски - NVPI: платинумски - BVMI: златни - RIAA: 3× платинумски                                         | Listen                              |
| "Sun Goes Down" (са Шоутеком у дуету са групом Меџик и Сонијем Вилсоном)                            | 2015   | 37                      | —                       | —                       | —                       | 67                      | —                       | —                       | —                       | —                       | —                       | | Listen                              |
| "Clap Your Hands" (са GLOWINTHEDARKом)                                                              | 2015   | 166                     | —                       | —                       | —                       | —                       | —                       | —                       | —                       | —                       | —                       | | Listen                              |
| "Bang My Head" (дует са Сијом и Фети Вапом)                                                         | 2015   | 3                       | 21                      | 16                      | 2                       | 24                      | —                       | 19                      | 26                      | 18                      | 76                      | - SNEP: дијамантски - IFPI ШВА: златни - GLF: платинумски - BPI: златни - BVMI: златни - RIAA: златни | Listen                              |
| "No Worries" (са Дискајплесом)                                                                      | 2016   | —                       | 90                      | —                       | —                       | —                       | —                       | —                       | —                       | —                       | —                       | | Није сингл са албума                |
| "This One's for You" (дует са Заром Ларсон)                                                         | 2016   | 1                       | 67                      | 2                       | 2                       | 1                       | 7                       | 3                       | 1                       | 16                      | —                       | - SNEP: дијамантски - BEA: платинумски - BPI: златни - IFPI АУТ: златни - BVMI: златни - IFPI ШВА: златни | Није сингл са албума                |
| "Would I Lie to You" (са Кедриком Гервасом и Крисом Вилисом)                                        | 2016   | 20                      | —                       | 2                       | 30                      | 2                       | —                       | 80                      | 24                      | —                       | —                       | - SNEP: златни - BVMI: платинумски - IFPI AUT: златни | Није сингл са албума                |
| "Shed a Light" (са Робином Шулцом у дуету са Чит Кодсима)                                           | 2016   | 44                      | 23                      | 7                       | —                       | 6                       | 24                      | 36                      | 19                      | 24                      | —                       | - BPI: сребрни - BVMI: платинумски - IFPI АУТ: златни | Uncovered                           |
| "Light My Body Up" (дует са Ники Минаж и Лил Вејном)                                                | 2017   | 16                      | 29                      | 47                      | —                       | 33                      | —                       | 55                      | 39                      | 64                      | —                       | | Није сингл са албума                |
| "Another Life" (са Афроџеком у дуету са Естером Дином)                                              | 2017   | 115                     | —                       | 73                      | —                       | —                       | —                       | —                       | 65                      | —                       | —                       | | Није сингл са албума                |
| "2U" (дует са Џастином Бибером)                                                                     | 2017   | 3                       | 2                       | 2                       | 13                      | 3                       | 5                       | 2                       | 2                       | 5                       | 16                      | - SNEP: платинумски - ARIA: 2× платинумски - BEA: платинумски - BPI: платинумски - BVMI: платинумски - IFPI АУТ: златни - IFPI ШВА: платинумски - MC: 2× платинумски - RIAA: платинумски                       | 7                                   |
| "Versace on the Floor" (версус Бруно Марс)                                                          | 2017   | —                       | 57                      | —                       | 17                      | —                       | —                       | —                       | —                       | 80                      | 56                      | | 24K Magic                           |
| "Complicated" (са Димитри Вегасом и Лајк Мајком у дуету са Кијаром)                                 | 2017   | —                       | —                       | 51                      | 6                       | 77                      | —                       | 44                      | 37                      | —                       | —                       | - BEA: златни | Није сингл са албума                |
| "Dirty Sexy Money" (са Афроџеком у дуету са Чарли Екс-си-екс и Френч Монтаном)                      | 2017   | 22                      | 18                      | 46                      | 41                      | 46                      | 18                      | 82                      | 52                      | 35                      | —                       | - SNEP: златни - ARIA: платинумски - BPI: сребрни | Није сингл са албума                |
| "So Far Away" (са Мартином Гариксом у дуету са Џејмијем Скотом и Ромијем Дијаом)                    | 2017   | 109                     | 58                      | 12                      | 28                      | 8                       | 7                       | 30                      | 14                      | 81                      | —                       | - SNEP: златни - ARIA: златни - BEA: златни - IFPI АУТ: златни - MC: златни | Није сингл са албума                |
| "Helium" (са Афроџеком версус Сија)                                                                 | 2018   | —                       | 88                      | 64                      | —                       | —                       | —                       | 61                      | 43                      | —                       | —                       | | Fifty Shades Darker                 |
| "Mad Love" (са Шоном Полом у дуету са Беки Џи)                                                      | 2018   | 39                      | —                       | 33                      | 30                      | 10                      | 17                      | —                       | 36                      | 22                      | —                       | - SNEP: златни - BPI: сребрни | Mad Love the Prequel                |
| "Like I Do" (са Мартином Гариксом и Бруксом)                                                        | 2018   | 20                      | 73                      | 20                      | —                       | 23                      | 13                      | 15                      | 22                      | 29                      | —                       | - MC: златни - SNEP: златни | 7                                   |
| "Flames" (са Сијом)                                                                                 | 2018   | 2                       | 19                      | 7                       | 3                       | 7                       | 20                      | 9                       | 2                       | 7                       | —                       | - SNEP: платинумски - ARIA: златни - BEA: златни - BPI: платинумски - BVMI: златни - IFPI ШВА: златни - MC: платинумски                                                                                        | 7                                   |
| "Your Love" (са Шоутеком)                                                                           | 2018   | 83                      | —                       | —                       | —                       | 70                      | —                       | 32                      | 53                      | —                       | —                       | | Није сингл са албума                |
| "Don't Leave Me Alone" (дует са Ани Мари)                                                           | 2018   | 50                      | 43                      | 26                      | 12                      | 32                      | 22                      | 25                      | 43                      | 18                      | —                       | | 7                                   |
| "Goodbye" (са Џејсоном Дерулом у дуету са Ники Минаж и Вилијем Вилијамом)                           | 2018   | 31                      | 33                      | 57                      | 15                      | 47                      | 10                      | 16                      | 50                      | 26                      | —                       | | 7                                   |
| "Drive" (са Блек Кофијима у дуету са Делилом Монтаг)                                                | 2018   | —                       | —                       | —                       | —                       | —                       | —                       | —                       | —                       | —                       | —                       | | 7                                   |
| "Ice Cold" (са Нетскијем)                                                                           | 2018   | —                       | —                       | —                       | —                       | —                       | —                       | —                       | —                       | —                       | —                       | | Није сингл са албума                |
| "Say My Name" (са Биби Рексом и Џеј Балвином)                                                       | 2018   | —                       | 70                      | 67                      | —                       | 71                      | 30                      | —                       | 91                      | 24                      | 95                      | | Није сингл са албума                |
| "—" озачава издање које или није дебитовало на тој топ-листи или није дебитовало на тој територији. |        |                         |                         |                         |                         |                         |                         |                         |                         |                         |                         | |                                     |

### Као гостујући извођач
| Наслов                                                                                              | Година | Позиције на топ-листама | Позиције на топ-листама | Позиције на топ-листама | Позиције на топ-листама | Позиције на топ-листама | Позиције на топ-листама | Позиције на топ-листама | Позиције на топ-листама | Позиције на топ-листама | Позиције на топ-листама | Сертификати | Албум                        |
| Наслов                                                                                              | Година | ФРА                     | АУС                     | АУТ                     | БЕЛ (ВАЛ)               | НЕМ                     | ХОЛ                     | ШВЕ                     | ШВА                     | УК                      | САД                     | Сертификати | Албум                        |
| --------------------------------------------------------------------------------------------------- | ------ | ----------------------- | ----------------------- | ----------------------- | ----------------------- | ----------------------- | ----------------------- | ----------------------- | ----------------------- | ----------------------- | ----------------------- | --- | ---------------------------- |
| "Wavin' Flag" (Celebration микс) (Кнан у дуету са Вил-ај-еммом и Давидом Гетом]])                   | 2010   | —                       | —                       | —                       | —                       | —                       | —                       | —                       | —                       | —                       | —                       | | Troubadour: Champion Edition |
| "Commander" (Кели Роуланд дует са Давидом Гетом)                                                    | 2010   | —                       | —                       | 23                      | —                       | 16                      | 33                      | 26                      | 46                      | 9                       | —                       | - BPI: сребрни | Here I Am                    |
| "Club Can't Handle Me" (Фло Рајда у дуету са Давидом Гетом)                                         | 2010   | 72                      | 3                       | 3                       | 4                       | 4                       | 2                       | 11                      | 3                       | 1                       | 9                       | - RIAA: 3× платинумски - ARIA: 3× платинумски - BPI: платинумски - BVMI: златни - IFPI ШВА: платинумски - MC: 3× платинумски | Only One Flo (Part 1)        |
| "Wild One Two" (Џек Бек у дуету са Давидом Гетом, Ники Ромером и \|Сијом)                           | 2012   | —                       | 5                       | 43                      | —                       | 65                      | —                       | —                       | —                       | 171                     | —                       | | Nothing But The Beat         |
| "LaserLight" (Џеси Џи дует са Давидом Гетом)                                                        | 2012   | —                       | 48                      | —                       | —                       | —                       | —                       | —                       | —                       | 5                       | —                       | - BPI: сребрни | Who You Are                  |
| "Rest of My Life" (Лудакрис у дуету са Ашером и Давидом Гетом)                                      | 2012   | 152                     | 16                      | 25                      | —                       | 32                      | —                       | —                       | 42                      | 41                      | 72                      | - ARIA: платинумски | Fast & Furious 6             |
| "Right Now" (Ријана у дуету са Давидом Гетом)                                                       | 2013   | 31                      | 39                      | 25                      | 37                      | 43                      | 28                      | 25                      | 32                      | 36                      | 50                      | - ARIA: златни - IFPI ШВЕ: платинумски - RIAA: златни                                                                        | Unapologetic                 |
| "—" озачава издање које или није дебитовало на тој топ-листи или није дебитовало на тој територији. |        |                         |                         |                         |                         |                         |                         |                         |                         |                         |                         | |                              |

### Као Џек Бек
| Наслов                                                                                              | Година | Позиције на топ-листама | Позиције на топ-листама | Позиције на топ-листама | Позиције на топ-листама | Позиције на топ-листама | Позиције на топ-листама | Позиције на топ-листама | Позиције на топ-листама | Позиције на топ-листама | Позиције на топ-листама | Албум                |
| Наслов                                                                                              | Година | ФРА                     | АУС                     | АУТ                     | БЕЛ (ВАЛ)               | НЕМ                     | ХОЛ                     | ШВЕ                     | ШВА                     | УК                      | САД                     | Албум                |
| --------------------------------------------------------------------------------------------------- | ------ | ----------------------- | ----------------------- | ----------------------- | ----------------------- | ----------------------- | ----------------------- | ----------------------- | ----------------------- | ----------------------- | ----------------------- | -------------------- |
| "Wild One Two" (дует Давида Гете, Никија Ромера и Сијом)                                            | 2012   | —                       | 5                       | 43                      | —                       | 65                      | —                       | —                       | —                       | 171                     | —                       | Nothing But The Beat |
| "Overtone"                                                                                          | 2018   | —                       | —                       | —                       | —                       | —                       | —                       | —                       | —                       | —                       | —                       | 7                    |
| "(It Happens) Sometimes"                                                                            | 2018   | —                       | —                       | —                       | —                       | —                       | —                       | —                       | —                       | —                       | —                       | Није сингл са албума |
| "Rain"                                                                                              | 2018   | —                       | —                       | —                       | —                       | —                       | —                       | —                       | —                       | —                       | —                       | Није сингл са албума |
| "—" озачава издање које или није дебитовало на тој топ-листи или није дебитовало на тој територији. |        |                         |                         |                         |                         |                         |                         |                         |                         |                         |                         |                      |

### Промотивни синглови
| Наслов                                                                                              | Година | Позиције на топ-листама | Позиције на топ-листама | Позиције на топ-листама | Позиције на топ-листама | Позиције на топ-листама | Позиције на топ-листама | Позиције на топ-листама | Позиције на топ-листама | Позиције на топ-листама | Албум                               |
| Наслов                                                                                              | Година | ФРА                     | АУС                     | АУТ                     | КАН                     | НЕМ                     | ШВЕ                     | ШВА                     | УК                      | САД                     | Албум                               |
| --------------------------------------------------------------------------------------------------- | ------ | ----------------------- | ----------------------- | ----------------------- | ----------------------- | ----------------------- | ----------------------- | ----------------------- | ----------------------- | ----------------------- | ----------------------------------- |
| "Time" (дует са Крисом Вилисом)                                                                     | 2004   | —                       | —                       | —                       | —                       | —                       | —                       | —                       | —                       | —                       | Guetta Blaster                      |
| "Get Up" (дует са Крисом Вилисом)                                                                   | 2004   | —                       | —                       | —                       | —                       | —                       | —                       | —                       | —                       | —                       | Guetta Blaster                      |
| "Gettin' Over" (дует са Крисом Вилисом)                                                             | 2009   | —                       | —                       | —                       | —                       | —                       | —                       | —                       | 86                      | —                       | One Love                            |
| "I Wanna Go Crazy" (дует са Вил-ај-емом)                                                            | 2009   | —                       | —                       | —                       | 83                      | —                       | —                       | —                       | 92                      | —                       | One Love                            |
| "Louder than Words" (са Афроџеком у дуету са Нилсом Мејсоном)                                       | 2010   | —                       | —                       | 35                      | —                       | 39                      | —                       | —                       | —                       | —                       | Fuck Me I'm Famous — Ibiza Mix 2010 |
| "Lunar" (са Афроџеком)                                                                              | 2011   | 50                      | —                       | 58                      | —                       | 84                      | —                       | —                       | 90                      | —                       | Nothing but the Beat                |
| "Night of Your Life" (дует са Џенифер Хадсон)                                                       | 2011   | 27                      | 37                      | 7                       | 30                      | 12                      | 31                      | 24                      | 35                      | 81                      | Nothing but the Beat                |
| "Metropolis" (са Никијем Ромером)                                                                   | 2012   | 41                      | —                       | —                       | —                       | —                       | —                       | —                       | —                       | —                       | Nothing but the Beat 2.0            |
| "—" озачава издање које или није дебитовало на тој топ-листи или није дебитовало на тој територији. |        |                         |                         |                         |                         |                         |                         |                         |                         |                         |                                     |

## Остале песме
| "How Soon Is Now" (са Себастијаном Ингросом и Дрти Саутом у дуету са Џули Мекнајт) | 2009 | —   | —  | — | —  | —  | 52 | —  | —   | —  | — | One Love             | | | | | | | | | | | | | | | |
| "On the Dancefloor" (дует са Вил-ај-емом и Апл-ди-апом)                            | 2009 | —   | —  | — | 24 | —  | —  | —  | —   | —  | — | One Love             | | | | | | | | | | | | | | | |
| "Missing You" (дует са Новелом)                                                    | 2009 | 85  | —  | — | —  | —  | —  | —  | —   | —  | — | One Love             | | | | | | | | | | | | | | | |
| "Crank It Up" (дует са Ејконом)                                                    | 2011 | 64  | 49 | — | —  | 43 | —  | —  | 96  | —  | — | Nothing but the Beat | | | | | | | | | | | | | | | |
| "Sunshine" (са Авичијем)                                                           | 2011 | —   | —  | — | —  | —  | 59 | —  | —   | —  | — | Nothing but the Beat | | | | | | | | | | | | | | | |
| "Repeat" (дует са Џеси Џи)                                                         | 2011 | —   | —  | — | —  | —  | —  | —  | 108 | —  | — | Nothing but the Beat | | | | | | | | | | | | | | | |
| "Listen" (дует са Џоном Леџендом)                                                  | 2014 | 82  | —  | — | —  | 85 | —  | —  | —   | 36 | — | Listen               | | | | | | | | | | | | | | | |
| "The Whisperer" (дует са Сијом)                                                    | 2014 | 96  | —  | — | —  | —  | —  | —  | —   | —  | — | Listen               | | | | | | | | | | | | | | | |
| "Goodbye Friend" (дует са групом Ди Скрипт)                                        | 2014 | 142 | —  | — | —  | 93 | —  | —  | —   | 45 | — | Listen               | | | | | | | | | | | | | | | |
| "I'll Keep Loving You" (дует са Џејмсом Јангом и Брди)                             | 2014 | 144 | —  | — | —  | 96 | —  | —  | —   | 39 | — | Listen               | | | | | | | | | | | | | | | |
| "Lift Me Up" (дует са дуом Нико енд Виз и Лејдисмит Блек Мамбазом)                 | 2014 | 157 | —  | — | —  | —  | —  | —  | —   | 41 | — | Listen               | | | | | | | | | | | | | | | |
| "No Money No Love" (са Шоутеком у дуету са Елифантом и Мис Дајнамајт)              | 2014 | 159 | —  | — | —  | 94 | —  | —  | —   | —  | — | Listen               | | | | | | | | | | | | | | | |
| "Battle" (дует са Фозијом)                                                         | 2018 | —   | —  | — | —  | —  | —  | 80 | —   | 26 | — | 7                    | "—" озачава издање које или није дебитовало на тој топ-листи или није дебитовало на тој територији. | "—" озачава издање које или није дебитовало на тој топ-листи или није дебитовало на тој територији. | "—" озачава издање које или није дебитовало на тој топ-листи или није дебитовало на тој територији. | "—" озачава издање које или није дебитовало на тој топ-листи или није дебитовало на тој територији. | "—" озачава издање које или није дебитовало на тој топ-листи или није дебитовало на тој територији. | "—" озачава издање које или није дебитовало на тој топ-листи или није дебитовало на тој територији. | "—" озачава издање које или није дебитовало на тој топ-листи или није дебитовало на тој територији. | "—" озачава издање које или није дебитовало на тој топ-листи или није дебитовало на тој територији. | "—" озачава издање које или није дебитовало на тој топ-листи или није дебитовало на тој територији. | "—" озачава издање које или није дебитовало на тој топ-листи или није дебитовало на тој територији. | "—" озачава издање које или није дебитовало на тој топ-листи или није дебитовало на тој територији. | "—" озачава издање које или није дебитовало на тој топ-листи или није дебитовало на тој територији. | "—" озачава издање које или није дебитовало на тој топ-листи или није дебитовало на тој територији. | "—" озачава издање које или није дебитовало на тој топ-листи или није дебитовало на тој територији. | "—" озачава издање које или није дебитовало на тој топ-листи или није дебитовало на тој територији. |

## Видеографија

### Као главни извођач
| Наслов                                                                            | Година | Продуцент(и)                    |
| --------------------------------------------------------------------------------- | ------ | ------------------------------- |
| "Nation Rap" (са Сиднијем)                                                        | 1991   | Нема                            |
| "Just a Little More Love" (дует са Крисом Вилисом)                                | 2001   | Жан-Чарлс Каре                  |
| "Love Don't Let Me Go" (дует са Крисом Вилисом)                                   | 2002   | Оливије Бошковић, Винсент Ренод |
| "People Come People Go" (дует са Крисом Вилисом)                                  | 2002   | Дон Камерон                     |
| "Just for One Day (Heroes)" (версус Дејвид Боуви)                                 | 2003   | Ричард Фенвик                   |
| "Money" (дует са Крисом Вилисом и Монеом)                                         | 2004   | Натали Кангилем                 |
| "Stay" (дует са Крисом Вилисом)                                                   | 2004   | Фредерик Гриво                  |
| "The World Is Mine" (дует са Џеј-ди Дејвисом)                                     | 2004   | Стјуарт Гослинг                 |
| "Love Don't Let Me Go (Walking Away)" (версус Ди Ег)                              | 2006   | Маркус Адамс                    |
| "Love Is Gone" (дует са Крисом Вилисом)                                           | 2007   | Дени Тибод                      |
| "Baby When the Light" (дует са Коцијем)                                           | 2007   | Дени Тибод                      |
| "Delirious" (дует са Таром Макдоналд)                                             | 2008   | Дени Тибод                      |
| "Tomorrow Can Wait" (дует са Крисом Вилисом версус Токадиско)                     | 2008   | Дени Тибод                      |
| "Everytime We Touch" (са Крисом Вилисом, Стивом Анђелом и Себастијаном Ингросом ) | 2009   | Дени Тибод                      |
| "When Love Takes Over" (дует са Кели Роуланд)                                     | 2009   | Јонас Акерлунд                  |
| "Sexy Bitch" (дует са Ејконом)                                                    | 2009   | Стивен Шустер                   |
| "One Love" (дует са Естелом)                                                      | 2009   | Литл Икс                        |
| "Memories" (дует са Кидом Кјудијем)                                               | 2010   | Кејт Шофајлд                    |
| "Gettin' Over You" (са Крисом Вилисом у дуету са Ферги и LMFAОм)                  | 2010   | Рич Ли                          |
| "Who's That Chick?" (дует са Ријаном)                                             | 2010   | Јонас Акерлунд                  |
| "Sweat" (версус Снуп Дог)                                                         | 2011   | Дилан Браун                     |
| "Where Them Girls At" (дует са Фло Рајдом и Ники Минаж)                           | 2011   | Дејв Мајерс                     |
| "Little Bad Girl" (дует са Тајом Крузом и Лудакрисом)                             | 2011   | Дејв Мајерс                     |
| "Without You" (дует са Ашером)                                                    | 2011   | Кристофер Хјуит                 |
| "Titanium" (дует са Сијом)                                                        | 2011   | Дејвид Вилсон                   |
| "Turn Me On" (дует са Ники Минаж)                                                 | 2012   | Сањи                            |
| "The Alphabeat"                                                                   | 2012   | So Me                           |
| "I Can Only Imagine" (дует са Крисом Брауном и Лил Вејном)                        | 2012   | Колин Тајли                     |
| "She Wolf (Falling to Pieces)" (дует са Сијом)                                    | 2012   | Хиро Мураи                      |
| "Metropolis" (са Никијем Ромером)                                                 | 2012   | Мистер Брејнваш                 |
| "Just One Last Time" (дует са Тејпедом Рајом)                                     | 2012   | Колин Тајли                     |
| "Play Hard" (дует са Ни-Јоом и Ејконом)                                           | 2013   | Андреас Нилсон                  |
| "One Voice" (дует са Мики Еко)                                                    | 2013   | Мајкл Јурковац                  |
| "Lovers on the Sun" (дует са Семом Мартином)                                      | 2014   | Марк Класфелд                   |
| "Dangerous" (дует са Семом Мартином)                                              | 2014   | Јонас Акерлунд                  |
| "Hey Mama" (дует са Ники Минаж, Биби Рексом и Афроџеком)                          | 2015   | Нема                            |
| "Flames" (дует са Сијом)                                                          | 2018   | Лиор Молхо                      |

### Као гостујући извођач
| Наслов                                                                         | Година | Продуцент(и)   |
| ------------------------------------------------------------------------------ | ------ | -------------- |
| "Wavin' Flag" (Celebration микс) (Кнан у дуету са Вил-ај-емом и Давидом Гетом) | 2010   | Набил          |
| "Commander" (Кели Роуланд у дуету са Давидом Гетом)                            | 2010   | Масаши Муто    |
| "Club Can't Handle Me" (Фло Рајда у дуету са Давидом Гетом)                    | 2010   | Марк Класфелд  |
| "LaserLight" (Џеси Џи у дуету са Давидом Гетом)                                | 2012   | Емил Нава      |
| "Rest of My Life" (Лудакрис у дуету са Ашером и Давидом Гетом)                 | 2012   | Кристофер Симс |

## Продуцентска дискографија
Следи хронолошки списак песама које је продуцирао Давид Гета као и ремикс остварења:

### 2009

#### The Black Eyed Peas–The E.N.D.
- "I Gotta Feeling" (ко-продуцент са Фредериком Рестерером)
- "Rock That Body" (ко-продуцент са Вил-ај-емом, Марком Најтом и Фанкаџендом)

### 2010

#### Фло Рајда–Only One Flo (Part 1)
- "Club Can't Handle Me" (дует са Давидом Гетом) [162]

#### Келис–Flesh Tone
- "Acapella"[163] (такође се појавио на делукс верзији Гетиног албума One More Love)
- "Scream" (ко-продуцент са Ел Токадиском)[163]

#### The Black Eyed Peas–The Beginning
- "The Best One Yet (The Boy)" (ко-продуцент са Вил-ај-емом)
- "Everything Wonderful" (дует са Давидом Гетом) (ко-продуцент са Санди Виом)

### 2011

#### Џеси Џи–Who You Are
- "LaserLight" (дует са Давидом Гетом)

#### Кели Роуланд–Here I Am
- "Commander" (дует са Давидом Гетом) (ко-продуцент са Санди Виом)[164][165]
- "Forever and a Day" (ко-продуцент са Јонасом Јербергом)[166]

#### Тимбаланд–Shock Value III
- "Pass at Me" (дует са Питбулом) (ко-продуцент са Тимбаландом)

#### Питбул–Planet Pit
- "Something for the DJs" (ко-продуцент са Афроџеком)

### 2012

#### Ријана–Unapologetic[167]
- "Phresh Out the Runway" (ко-продуцент са Ди-дримом)
- "Right Now" (дует са Давидом Гетом) (ко-продуцент са Никијем Ромером и Старгејтом)

### 2013

#### Лудакрис–Ludaversal
- "Rest of My Life" (дует са Ашером и Давидом Гетом)

#### Лејди Гага–Artpop
- "Fashion!" (ко-продуцент са Лејди Гагом, Вил-ај-емом и DJWSем)

#### Бритни Спирс–Britney Jean
- "It Should Be Easy" (дует са Вил-ај-емом) (ко-продуцент са Ђорђом Тунфором, Никијем Ромером, Маркусом ван Ватумом, Вил-ај-емом и Ентонијем Престоном)
- "Body Ache" (ко-продуцент са Ђорђом Тунфором, Вил-ај-емом и Ентонијем Престоном)

### 2014

#### Аријана Гранде–My Everything
- "One Last Time" (ко-композитор са Ђорђом Тунфором, Рамијем Јакубом, Карлом Фалком и Иље "Нокдаун")

### 2015

#### Ни-Јо–Non-Fiction
- "Who’s Taking You Home"

#### Џеремај–Late Nights
- "Tonight Belongs to U!" (дует са Фло Рајдом)

### Ремиксови
- 2002 — Кајли Миног – "Love at First Sight" (Микс Денсфлор кила)
- 2002 — Касијус дует са Стивом Едвардсом – "The Sound of Violence" (Ремикс Денсфлор кила)
- 2003 — Гејстер – "Bye Bye Superman" (Ремикс Денсфлор кила)
- 2003 — Сафрон Хил – "My Love Is Always" (Вокални микс Денсфлор кила и Давида Гете)
- 2005 — Eurythmics – "I've Got a Life" (Ремикс Давида Гете и Јоакима Гарода)
- 2005 — Африканизм ол старс дует са Беном Ононом – "Summer Moon" (Микс са албума "Fuck Me I'm Famous")
- 2005 — Калчр Клаб – "Miss Me Blind" (Ремикс са албума "Fuck Me I'm Famous")
- 2005 — Дип Диш – "Flashdance" (Ремикс Давида Гете и Јоакима Гарода са албума "Fuck Me I'm Famous")
- 2005 — Жулијет – "Avalon" (Ремикс са албума "Fuck Me I'm Famous")
- 2006 — Боб Синклер дует са Стивом Едвардсом – "World, Hold On (Children of the Sky)" (Ремикс Давида Гете и Јоакима Гарода)
- 2006 — Бени Бенаси – "Who's Your Daddy?" (Ремикс Давида Гете и Јоакима Гарода)
- 2006 — Стив Баг – At the Moment (Ремикс Давида Гете)
- 2007 — Кајли Миног – "Wow" (Ремикс са албума "Fuck Me I'm Famous")
- 2007 — Давид Гета дует са Коцијем – "Baby When the Light" (Ремикс Давида Гете и Фреда Ристера)
- 2008 — Шарам дует са Данијелом Бедингфилдом – "The One" (Ремикс Давида Гете и Јоакима Гарода)
- 2009 — The Black Eyed Peas – "Boom Boom Guetta" (Ремикс Давида Гете и Електро Хопа)
- 2009 — The Black Eyed Peas – "I Gotta Feeling" (Ремикс Давида Гете са албума "Fuck Me I'm Famous")
- 2009 — Калвин Харис – "Flashback" (Ремикс Давида Гете са албума "One Love")
- 2009 — Давид Гета дует са Кидом Кадијем – "Memories" (Ремикс са албума "Fuck Me I'm Famous")
- 2009 — Мадона – "Revolver" (Мадона версус Давид Гета ремикс са албума "One Love") (Версус верзија Мадоне и Давида Гете са албума "One Love") [дует са Лил Вејном]
- 2010 — Келис – "Acapella" (Екстендед микс Давида Гете)
- 2010 — Кели Роуланд дует са Давидом Гетом – "Commander" (Ремикс Давида Гете)
- 2010 — Роби Ривера – "Rock the Disco" (Ремикс Давида Гете)
- 2010 — Фло Рајда дует са Давидом Гетом – "Club Can't Handle Me" (Ремикс Давида Гете са албума "Fuck Me I'm Famous")
- 2010 — Давид Гета дует са Ријаном – "Who's That Chick?" (Ремикс са албума "Fuck Me I'm Famous")
- 2011 — Снуп Дог версус Давид Гета – "Sweat" (Ремикс Давида Гете)
- 2011 — Снуп Дог версус Давид Гета – "Wet" (Ремикс Давида Гете)
- 2012 — Давид Гета дует са Ники Минаж – "Turn Me On" (Ремикс Давида Гете и Лајдбака Лука)
- 2012 — Давид Гета дует са Крисом Брауном и Лил Вејном – "I Can Only Imagine" (Ремикс Давида Гете и Дедиса Грува)
- 2012 — Дедис Грув – "Turn The Lights Down" (прерада Давида Гете)
- 2013 — Армин ван Бјурен дует са Тревором Гатријем – "This Is What It Feels Like" (Ремикс Давида Гете)
- 2013 — Емпајр оф ди Сан – "Alive" (Ремикс Давида Гете)
- 2013 — Пасенџер – "Let Her Go" (Ремикс Давида Гете)
- 2014 — Авичи – "Addicted To You" (Ремикс Давида Гете)
- 2014 — Афроџек дует са Врабелом – "Ten Feet Tall" (Ремикс Давида Гете)
- 2014 — Давид Гета дует са Семом Мартином – "Dangerous" (Бенгинг ремикс Давида Гете)
- 2016 — Фет Џо и Реми Ма дует са Френч Монтаном и Инфраредом – "All the Way Up" (Ремикс Давида Гете и Гловиндидарка)
- 2016 — Стив Ејоки дует са Ричом д'Кидом и Ај-лов-Маконеном – "How Else" (Ремикс Давида Гете)
- 2017 — Бруно Марс версус Давид Гета – "Versace on the Floor" (Ремикс)
- 2018 — Давид Гета и Сија – "Flames" (Ремикс Давида Гете)
- 2018 — Давид Гета дует са Ани Мари – "Don't Leave Me Alone" (Ремикс Давида Гете)
- 2018 — Мартин Гарикс дует са Калидом – "Ocean" (Ремикс Давида Гете)
- 2018 — Давид Гета дует са Крисом Вилисом – "Just a Little More Love" (Ремикс Џека Бека 2018)
- 2018 — Калвин Харис дует са Семом Смитом – "Promises" (Ремикс Давида Гете)